# Pseudosasa jiangleensis
Pseudosasa jiangleensis är en gräsart som beskrevs av Nan Xian Zhao och Nian He Xia. Pseudosasa jiangleensis ingår i släktet splitcanebambusläktet, och familjen gräs. Inga underarter finns listade i Catalogue of Life.